# (3967) Shekhtelia
(3967) Shekhtelia est un astéroïde de la ceinture principale.

## Description
(3967) Shekhtelia est un astéroïde de la ceinture principale. Il fut découvert le 16 décembre 1976 à Nauchnyj par Lioudmila Tchernykh. Il présente une orbite caractérisée par un demi-grand axe de 3,25 UA, une excentricité de 0,05 et une inclinaison de 17,5° par rapport à l'écliptique.

## Compléments